# Trận Tuyên Quang (1884)
Trận Tuyên Quang hay Pháp đánh thành Tuyên Quang là một phần của cuộc chiến tranh Pháp-Việt 1858-1884 diễn ra từ khoảng cuối tháng 5 năm 1884 và kết thúc vào ngày 3 tháng 3 năm 1885. Theo nhận định của Pháp, tính đến thời điểm đó, đây là "một trận đánh gay go nhất xưa nay ở Bắc Kỳ (Việt Nam)"; còn theo lời tướng Lưu Vĩnh Phúc, thì "đã vào trăm trận, chưa có trận nào thắng lớn như trận này."

## Đánh chiếm thành Tuyên
Tuyên Quang, khi ấy còn có tên Tam Kỳ, là một tỉnh lớn và quan trọng trên sông Lô. Khi thành Hưng Hóa thất thủ, tướng Hoàng Tá Viêm tuân mạng về Huế, thì Đề đốc Lưu Vĩnh Phúc và đoàn quân Cờ Đen của ông (gọi chung là Lưu đoàn), không còn ai chỉ huy nữa. Cho nên, Lưu đoàn quyết định rút quân lên mạn ngược, lấy thành Tuyên Quang (gọi tắt là thành Tuyên) làm căn cứ, và rồi được nhà Thanh phong tướng.
Nhưng ngay khi đến nơi ở mới, Lãnh binh của Lưu đoàn là Hoàng Thư Trung với khoảng 2.000 quân của mình, đã xông vào thành Tuyên, bắt Tuần phủ Hoàng Trương Hiệp đem đi an trí ở Long Châu, rồi thu hết kho tàng, sổ sách đem đi... Hoảng sợ, Án sát Nghiêm Niệm giả bệnh, còn Bố chính Lê Văn Duyên thì lẻn trốn về Hà Nội, báo với Pháp mọi việc, cốt nhờ thế lực này đưa mình trở lại chức vị cũ. Nắm lấy cơ hội, Pháp đã dùng ngay ông này làm người chỉ lối để đem binh lên đánh lấy thành Tuyên.
Cuối tháng 5 năm Giáp Thân (1884), Thống tướng Charles Millot cho tàu đi thăm dò sông Lô, để biết tàu thủy lên được đến đâu. Sau đó, ông sai Trung tá Duchesne đang đóng ở Việt Trì dẫn 5 pháo hạm lên đánh Tuyên Quang. Đến nơi, quân Pháp chỉ đánh độ một giờ đồng hồ thì quân Cờ Đen bỏ thành Tuyên tháo chạy, rồi sau đó tranh nhau đi cướp phá các làng mạc của dân Việt.
Hôm ấy là ngày 31 tháng 5 năm 1884. Lấy xong thành Tuyên, thực dân Pháp cho Lê Văn Duyên và Nghiêm Niệm về phục chức.

## Bị vây trong thành Tuyên

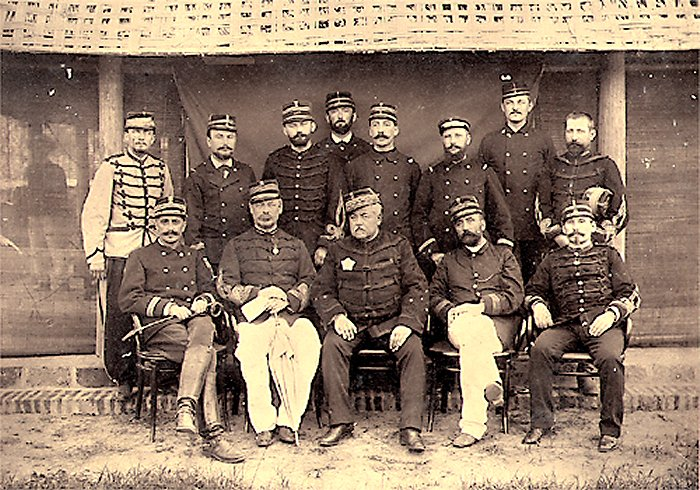
Bộ tham mưu tướng Charles Millot.

Chiếm được thành Tuyên, nhưng chẳng bao lâu sau, khi Pháp vừa rút bớt quân, thì quân Cờ Đen của tướng Lưu Vĩnh Phúc (khi ấy đã về ở Bảo Thắng, Lào Cai) và Quân Thanh ở mạn sông Hồng và sông Lô do tướng Sầm Dục Anh chỉ huy, quay trở lại công hãm, nhốt mấy trăm quân Pháp ở trong thành Tuyên suốt nhiều tháng dài.
Sách Việt Nam sử lược chép: 
Khi quân Pháp đi đánh mặt Lạng Sơn, thì quân Tàu và quân Cờ Đen ở mạn sông Hồng Hà và sông Lô Giang lại kéo về đánh Tuyên Quang. Bấy giờ quân Pháp ở trong thành cả thảy độ hơn 600 người, thuộc quyền Thiếu tá Dominé...
Lưu Vĩnh Phúc đem quân lên đánh thành Tuyên Quang; đánh mãi đến 15 tháng Chạp (1884) mới vây được thành. Quân Cờ Đen dùng đủ kế để phá thành, mà quân Pháp ở trong thành cũng cố hết sức để chống giữ. 
Lúc ấy quân Pháp đã lấy được thành Lạng Sơn rồi, Trung tướng Brière de l'Isle liền để thiếu tướng De Négrier ở lại giữ thành, đến ngày mồng 2 tết (1885) đem quân đi đường đồn Chữ về Hà Nội, rồi lập tức lên cứu Tuyên Quang. Ngày 13 tháng Giêng năm Ất Dậu (1885) thì lên đến Đoan Hùng rồi sang sông Chảy. Quân Tàu và quân Pháp giao chiến từ đó cho đến ngày 16, mới giải được vây. Trận ấy quân hai bên thiệt hại cũng nhiều, nhưng quân Tàu không địch được quân Pháp, phải vội vàng giải vây mà rút lên mạn ngược.

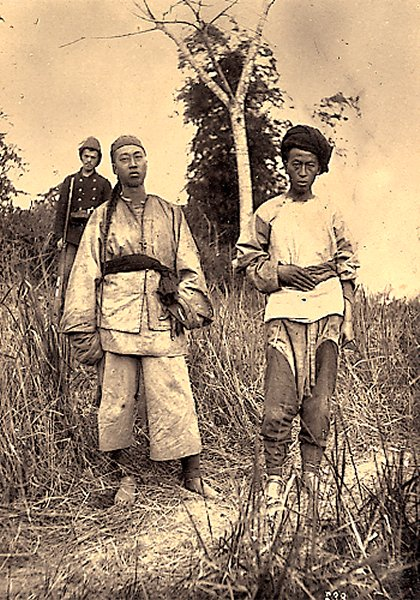
Hai lính Cờ Đen bị quân Pháp bắt được tại Tuyên Quang.

Nhưng theo Việt sử tân biên và Tổng Tập (tập I), thì: 
Thành Tuyên bị vây từ 16 tháng 10 năm 1884, được giải tỏa một lần vào ngày 20 tháng 11 do công của Đại tá Duchesne. Sau đó, thành Tuyên được bàn giao cho Đại tá Dominé cùng khoảng 600 quân trấn giữ. Nhưng ngày 13 tháng 2 năm 1885, thì thành Tuyên lại bị 15.000 quân Cờ Đen và quân Thanh vây hãm. Trước tình thế hết sức nguy ngập, buộc tướng Brière de L’Isle (người vừa thay tướng Millot, coi quản Bắc Kỳ) phải tức tốc biệt phái đạo quân của tướng Giovanninelli từ Lạng Sơn cùng 9 pháo thuyền qua giải cứu.
Phía Pháp nhờ có quân chi viện nên trong đánh ra ngoài đánh vào, khiến đội quân vây hãm, từ thế thắng đổi ra thế bại vào ngày 3 tháng 3 năm 1885.
Tuy quân Pháp của Dominé được giải vây, nhưng theo Tổng tập (tập I), thì số thiệt mạng và bị thương trong 6 tuần kịch chiến đã lên đến con số 300 người. Còn binh đoàn của Giovanninelli, chỉ tính trong trận Hòa Mộc (để phá vòng vây), đã bị chết gần 100 quân, bị thương 787 quân, trong đó có 21 sĩ quan.
Nói đến sự kiện bi thảm này, sách Việt sử tân biên chép: Sau trận chiến này Pháp đã thiệt 1/3 quân số. Nhiều sĩ quan và binh lính Pháp đã ngã gục vì ống phun lửa, vì mìn và vì trái phá của quân Thanh. Về phần quân Tàu, xác chết chất có cả đống...

## Bàn luận
Trích Đại cương lịch sử Việt Nam, tập II:
Từ đầu năm 1884, chiến sự diễn ra ngày một thêm ác liệt trên chiến trường Bắc Kỳ. Khắp nơi, Pháp bị nghĩa quân tự động nổi dậy chặn đánh quyết liệt, gây nhiều thiệt hại cho Pháp. Nhưng phần vì quân Thanh chỉ lo rút lui để bảo toàn lực lượng, phần vì triều đình Huế sẵn sàng giúp Pháp sớm ổn định tình hình, nên phong trào kháng chiến trên đã gặp không ít khó khăn.
Và bấy giờ, mối lo ngại lớn nữa của Pháp vẫn là đội quân Cờ Đen của tướng Lưu Vĩnh Phúc. Chính đội quân này đã bao vây và công hãm thành Tuyên Quang suốt 9 tháng trời, giam chân một tiểu đoàn Pháp trong thành, mọi đường liên lạc với bên ngoài đều bị cắt đứt...
Và của Tổng tập (tập I):
...Trận địa lôi ở Hòa Mục cũng như trận đánh hầm ở quanh thành Tuyên, đều đã nêu cao tên của Lưu Vĩnh Phúc. Ông chính là một vị tướng tài cao trí cả nhất nhì trong suốt thời kỳ 40 năm kháng Pháp của dân tộc Việt Nam.
...Quân của Sầm Dục Anh tuy đông mà vẫn bất động, chỉ xem Lưu đoàn và nghĩa quân Việt Nam giáp chiến với 5.000 quân Pháp. Rồi sau đó, lại kéo nhau chạy làm nao núng hàng ngũ của Lưu, cộng thêm quân của Lưu cũng đã hết đạn, nên phải lui ra đóng ở ngòi Thanh Thủy.
...Pháp ở thành Tuyên tuy được giải vây, nhưng khắp vùng sông Thao, sông Đà, sông Lô; cuộc kháng chiến của nhân dân Việt Nam càng lên mạnh. Ngoài những cứ điểm thưa thớt, Pháp không cai trị được dân...